# 3x3x5魔術方塊

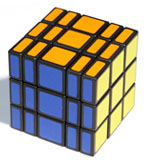
目前量產的3x3x5魔術方塊

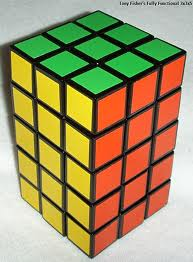
改裝後的3x3x5魔術方塊

3x3x5魔術方塊是三階魔術方塊的變形，也可以看做是3x3x4魔術方塊的變形。他的外型就是多了兩層的三階魔術方塊，或是像3x3x3魔術方塊和3x3x2魔術方塊堆在一起。它的結構類似於三階魔術方塊，並且上下個挖出了一個軌道，而上下兩層有特定的卡榫卡在軌道中，但由於成本考量，上下各2層（共4層）都會被壓縮，使其整體為正方體。2010年1月，Cube4you開始量產3x3x5魔術方塊。此方塊可以使用3x3x4魔術方塊、3階、4階的部分方法來完成。

## 歷史
最早的3x3x5，是用3x3x3黏上兩層，但黏上的那一層將無法轉動；
直到2003年10月23日，方塊改裝大師托尼·費雪（Tony Fisher）手工製造出了全部都可轉動的3x3x5魔術方塊，如圖。但由於該結構不容易量產，因此並無量產發售。
直到2010年1月，Cube4you開始量產此魔術方塊，但形狀無法像方塊改裝大師托尼·費雪（Tony Fisher）製作出來的樣子。

## 變化
第一、三、五層可以視為三階魔術方塊所以有{\displaystyle {\frac {8!\times 3^{8}\times 12!\times 2^{12}}{2\times 2\times 3}}=43252003274489856000}種變化。
第二、四層的有8個角塊，位置可交換，所以有{\displaystyle 8!=40320\,}種種變化。
剩下的邊塊，有 {\displaystyle {\frac {8!}{2^{4}}}}種變化。
全部共有{\displaystyle {\frac {8!^{3}\times 3^{8}\times 12!\times 2^{12}}{2^{6}\times 3}}=4.39\times 10^{27}}
即4,394,680,345,509,126,104,678,400,000種變化。

## 解法
其可以利用部分的3x3x4魔術方塊和3x3x3魔術方塊的解法來還原。

### 第一步
調整好黃色和白色、或轉好3x3的面，每面8塊，兩面共16塊。

### 第二步
利用3x3x4魔術方塊的解法解出外面兩層，每層8塊，最多需調整32塊。

### 第三步
調整好中間，可利用R2 E' R2 E將中間以逆時針方向交換，最多需調整4塊。

## 變體
他的變體以Super 3x3x5 魔術方塊。

### Super 3x3x5
Super 3x3x5，是一種魔術方塊，可視為3x3x5魔術方塊或3x3x4魔術方塊的變體。黃色面可以在內圓上轉動，所以可以把這個黃色層看成是它也是個內圓，除了黃色層 (內圓) 是有方向性、可獨立轉動, 不像Super 3x3x4的黃色、白色內圓是連動之外，其結構基本上和Super 3x3x4相同，所以此方塊也可以視為Super 3x3x4的變體。該方塊由WitEden量產。
剛方塊的解法和Super 3x3x4相似，只是有時會出現特殊情況。

## 外部連結
- 3x3x5魔術方塊探討（页面存档备份，存于）